# Simianus nigriventralis
Simianus nigriventralis is een keversoort uit de familie Callirhipidae. De wetenschappelijke naam van de soort werd in 1915 als Callirhipis nigriventralis gepubliceerd door Schultze.

## Synoniemen
- Callirhipis philippinensis Schultze, 1915